# ATP Challenger Cincinnati
Der ATP Challenger Cincinnati (offiziell: Cincinnati Challenger) war ein Tennisturnier, das zwischen 1993 und 1994 in Cincinnati, Ohio, stattfand. Es gehörte zur ATP Challenger Tour und wurde im Freien auf Hartplatz gespielt.

## Liste der Sieger

### Einzel
| Jahr | Sieger         | Finalgegner  | Ergebnis      |
| ---- | -------------- | ------------ | ------------- |
| 1994 | Vincent Spadea | Jim Grabb    | 6:7, 7:6, 7:5 |
| 1993 | Doug Flach     | Robbie Weiss | 7:6, 6:7, 6:4 |

### Doppel
| Jahr | Sieger                      | Finalgegner                | Ergebnis |
| ---- | --------------------------- | -------------------------- | -------- |
| 1994 | Grant Doyle Paul Kilderry   | Brian Gyetko Kevin Ullyett | 6:3, 6:4 |
| 1993 | Johan de Beer Kevin Ullyett | Wayne Arthurs Leander Paes | 7:6, 6:4 |